# Egyetlen igazságforrás
Az információs rendszerek tervezésében és elméletében az egyetlen igazságforrás (single source of truth, SSOT) az információs modellek és a kapcsolódó adatsémák olyan strukturálásának gyakorlata, hogy minden adatelemet csak egy helyen kell kezelni (vagy szerkeszteni). Az ezen adatelemhez való esetleges kapcsolódások (esetleg a relációs séma más területein vagy akár távoli szövetségi adatbázisokban) csak hivatkozással történhetnek. Mivel az adatok minden más helye csak visszautal az elsődleges "igazság forrásának" helyére, az elsődleges helyen lévő adatelem frissítései az egész rendszerben terjednek anélkül, hogy valahol elfelejtődne egy duplikált érték.
Az SSOT-architektúra alkalmazása egyre fontosabbá válik a vállalati környezetben, ahol a helytelenül összekapcsolt duplikált vagy denormalizált adatelemek (az explicit adatmodell szándékos vagy véletlen denormalizálásának közvetlen következménye) az elavult és ezért helytelen információk lekérdezésének kockázatát jelentik. Gyakori példa erre az elektronikus egészségügyi nyilvántartás, ahol elengedhetetlen a betegazonosság pontos validálása egy egységes referenciális tárolóhelyen, amely SSOT-ként szolgál. Az adatok duplikált reprezentációját a vállalaton belül inkább a mutatók, mint a duplikált adatbázis táblák, sorok vagy cellák használatával valósítanák meg. Ez biztosítja, hogy a mérvadó helyen lévő elemek adatfrissítései átfogóan megoszlanak a nagyobb átfogó vállalati architektúrában lévő összes szövetségi adatbázisban.
Ideális esetben az SSOT-rendszerek hiteles, releváns és hivatkozható adatokat szolgáltatnak.

## Implementáció
Az SSOT fent leírt "ideális" megvalósítása a legtöbb vállalatnál ritkán lehetséges. Ennek oka az, hogy sok szervezet több információs rendszerrel rendelkezik, amelyek mindegyike hozzáférésre szorul az ugyanazon entitásokhoz (pl. ügyfél) kapcsolódó adatokhoz. Gyakran ezeket a rendszereket "készletről" vásárolják a szállítóktól, és nem lehet őket nem triviális módon módosítani. E különböző rendszerek mindegyikének ezért a közös adatok vagy entitások saját verzióját kell tárolnia, és ezért minden rendszernek meg kell őriznie egy rekord saját példányát (ami azonnal sérti a fent meghatározott SSOT megközelítést). Például egy ERP (vállalatirányítási) rendszer (mint például az SAP vagy az Oracle e-Business Suite) tárolhat egy ügyfélrekordot; a CRM (ügyfélkapcsolat-kezelő) rendszernek is szüksége van az ügyfélrekord (vagy annak egy részének) másolatára, és a raktárfeladási rendszernek is szüksége lehet az ügyféladatok egy részének vagy egészének (pl. szállítási cím) másolatára. Azokban az esetekben, amikor a szállítók nem támogatják az ilyen módosításokat, nem mindig lehetséges ezeket a rekordokat az SSOT-ra mutató mutatókkal helyettesíteni.
Azon (egynél több információs rendszerrel rendelkező) szervezetek esetében, amelyek az egységes igazságforrást kívánják megvalósítani (anélkül, hogy egy fő rendszer kivételével az összeset módosítanák, hogy az összes entitás számára más rendszerekhez mutatót tároljanak), általában négy támogató architektúrát használnak: 
- Vállalati szolgáltatás busz (ESB)
- Törzsadat kezelés (MDM)
- Adattárház  (DW)
- Szolgáltatásorientált architektúra (SOA)
- Event Store and Event Sourcing (ES)

### Vállalati szolgáltatás busz (ESB)
A vállalati szolgáltatás busz (ESB) lehetővé teszi, hogy egy szervezeten belül bármelyik rendszer megkapja a másik rendszerben megváltozott adatok frissítéseit. Az egységes igazságforrás megvalósításához bármely entitáshoz egyetlen forrásrendszert kell azonosítani a helyes adatokhoz. Az ezen entitást érintő változásokat (létrehozások, frissítések és törlések) az ESB-n keresztül kell közzétenni; a többi rendszer, amelynek meg kell őriznie az adatok egy példányát, feliratkozik erre a frissítésre, és ennek megfelelően frissíti saját rekordjait. Bármely adott entitáshoz azonosítani kell a fő forrást (néha Golden Recordnak is nevezik). Bármely adott rendszer közzéteheti (lehet az igazság forrása) egy adott entitással (pl. ügyfél) kapcsolatos információkat, és feliratkozhat egy másik rendszerből származó frissítésekre is egy másik entitással (pl. termékkel) kapcsolatos információk tekintetében. 
Egy alternatív megközelítés a pontról pontra történő adatfrissítés, de ezek fenntartása a rendszerek számának növekedésével exponenciálisan drágábbá válik, és ez a megközelítés egyre inkább kikerül az informatikai architektúra népszerűségéből. 

### Törzsadatok kezelése (MDM)
Egy MDM-rendszer az igazság forrásaként szolgálhat bármely adott entitás számára, amely nem feltétlenül rendelkezik alternatív "igazságforrással" egy másik rendszerben. Jellemzően az MDM több rendszer központjaként működik, amelyek közül több is lehetővé teheti (az igazság forrása lehet) egy adott entitással kapcsolatos információk különböző aspektusainak frissítését. Például a CRM rendszer lehet az "igazság forrása" az ügyfél legtöbb aspektusára vonatkozóan, és azt egy call center operátor frissíti. Az ügyfél azonban (például) a címét egy ügyfélszolgálati weboldalon keresztül is frissítheti, amely a CRM-rendszertől eltérő háttéradatbázissal rendelkezik. Az MDM-alkalmazás több forrásból kapja a frissítéseket, közvetítőként eljárva meghatározza, hogy mely frissítések tekinthetők mérvadónak (az aranyrekord), majd ezeket a frissített adatokat szindikálja az összes előfizető rendszerbe. Az MDM-alkalmazásnak általában ESB-re van szüksége ahhoz, hogy adatait több előfizető rendszerrel szindikálja.

### Adattárház (DW)
Bár az adattárház elsődleges célja a több forrásból kombinált adatok jelentésének és elemzésének támogatása, az a tény, hogy az ilyen adatokat kombinálták (az adattranszformációs és integrációs folyamatokba ágyazott üzleti logika szerint), azt jelenti, hogy az adattárházat gyakran de facto SSOT-ként használják. Általában azonban az adattárházból rendelkezésre álló adatokat nem használják fel más rendszerek frissítésére; inkább a DW válik az "egyetlen igazságforrássá" a több érdekelt fél számára történő jelentéstételhez. Ebben az összefüggésben az adattárházat helyesebb "az igazság egyetlen verziójaként" emlegetni, mivel az igazság más változatai is léteznek az operatív adatforrásaiban (a DW-ből nem származik adat; az egyszerűen az operatív rendszerekből betöltött adatok jelentési mechanizmusa).

### Event Store and Event Sourcing (ES)
Az eseményorientált architektúrákban egyre gyakoribbá vált az eseményforrás-minta megvalósítása, amely abból áll, hogy a rendszer állapotát állapotváltozások rendezett sorozataként tárolja. Ehhez szükség van egy eseménytárolóra, egy különleges típusú adatbázisra, amelyet arra terveztek, hogy a rendszer állapotát megváltoztató összes eseményt tárolja. Az eseménytároló egy Event Sourcing + Command Query Responsibility Separation + Domain Driven Design + Messaging architektúrában tulajdonképpen egy "egyetlen igazságforrás", azzal a további előnnyel, hogy Enterprise Service Bus-ként is működhet, mivel be lehet tenni, hogy közvetlenül az eseménytárolót hallgatom az állapotváltozásokra, ahogy mindenki áthalad. Ezenkívül az összes esemény elmentésével az adattárház szerepét is betölti. További előnye, hogy ezen a rendszeren keresztül megvalósítható a Shared Database minta, egy másik, nem említett technika az egyetlen igazságforrás megszerzésére.

### Solid & forráskód
A szoftvertervezésben ugyanaz a séma, üzleti logika és egyéb komponensek gyakran több különböző kontextusban ismétlődnek, miközben minden egyes verzió "forráskódként" hivatkozik magára. E probléma megoldására az SSOT fogalmai a szoftverfejlesztési elvekre is alkalmazhatók, olyan folyamatokat használva, mint a rekurzív átfordítás, hogy egyetlen igazságforrásból iteratív módon sokféle forráskódot készítsenek, amelyek szerkezetileg megegyeznek egymással, mivel mind ugyanabból az SSOT-ból származnak.

### Elosztott SaaS adat (DSD)
Azokban az esetekben, amikor az adatok központi tárolása és referenciahelyeken történő kezelése nem praktikus, például a B2B szoftveres adat-ökoszisztémákban, ahol több igazságforrás létezik, a vállalatok DSD-rendszert használnak. Ez a rendszer légiforgalmi irányítót játszik, hogy a központi adatkezelés és -ellenőrzés látszatát keltse azáltal, hogy frissítéseket juttat el az adatokhoz, és érvényre juttatja azokon a helyeken, ahol az adatokat tárolják.
Az egyetlen igazságforrásból származó végrehajtási modell elfogadása egyre inkább terjed az energiaágazatban, ahol az Ipar 4.0 által előidézett technológiai fejlődés lehetővé tette az üzemeltetők számára, hogy javítsák a terület termelékenységét. Az ipari eszközökhöz elérhető SSOT segítségével a tulajdonosok maximalizálni tudják a munkavállalók hatékonyságát azáltal, hogy mobilitást biztosítanak, amely lehetővé teszi az ellenőrizhető terepi adatokhoz, mérnöki rajzokhoz és leltárhoz való igény szerinti hozzáférést, valamint a központi üzemeltetési szakértőkkel való kommunikációt.

## Fordítás
Ez a szócikk részben vagy egészben  a   Single source of truth című angol Wikipédia-szócikk ezen változatának fordításán alapul.  Az eredeti cikk szerkesztőit annak laptörténete sorolja fel. Ez a jelzés csupán a megfogalmazás eredetét és a szerzői jogokat jelzi, nem szolgál a cikkben szereplő információk forrásmegjelöléseként.